# کلیسای نشان مقدس (گتاهوویت)
کلیسای نشان مقدس (ارمنی: Սուրբ Նշան եկեղեցի) یک کلیسا متعلق به کلیسای حواری ارمنی واقع در شهر گتاهوویت، استان تاووش ارمنستان می‌باشد. ساخت و ساز این ساختمان در سده‌های ۱۲-۱۳ام میلادی؛ به پایان رسید. این بنا به سبک معماری ارمنی طراحی شده است.